# Talismano/Maschio
Talismano/Maschio è il secondo singolo solista della cantante italiana Marina Occhiena (il primo dopo l'abbandono dei Ricchi e Poveri), edito dalla Carosello (catalogo CI 20496) nel 1981.
Entrambi i brani sono composti da Corrado Castellari (noto anche lo pseudonimo di "Bibap"), l'autore dei testi è Cristiano Malgioglio.

## Tracce

### Lato A
1. Talismano – 3:50

### Lato B
1. Maschio – 4:15

## Staff artistico
- Marina Occhiena – voce
- Vince Tempera – arrangiamenti